# Fahd bin Mahmoud al Said
Sayyid Fahd bin Mahmoud Al-Said, né en 1944, est vice-Premier ministre du Conseil des ministres du sultanat d'Oman depuis le 23 juin 1972. 